# Monterey Bay
 Monterey Bay  er en bugt i Stillehavet ved Californien. Ved bugten ligger byen Pacific Grove, som blev kendt da countrysangeren John Denver omkom med sit fly Experimental Rutan Long-EZ ud for Pacific Grove den 12. oktober 1997.